# Ascochyta straminea
Ascochyta straminea är en svampart som beskrevs av Punith. 1979. Ascochyta straminea ingår i släktet Ascochyta, ordningen Pleosporales, klassen Dothideomycetes, divisionen sporsäcksvampar och riket svampar.   Inga underarter finns listade i Catalogue of Life.